# Giuseppe Boretti
Giuseppe Boretti (Inzago, 1746 – Varsavia, 1º maggio 1849) è stato un architetto, imprenditore e costruttore italiano.
Fratello di Giovanni e Antonio, marito di Barbara Rynkiewicz.
Nel 1787 partì per Varsavia. Lavorò per la ricostruzione della chiesa di San Francesco (quartiere Città Nuova a Varsavia, 1788), degli edifici dell'Università di Varsavia (1816), della colonna di Sigismondo di Svezia a Città Vecchia (1808), della chiesa di Maria Santissima (1822), dell'edificio di Circolo degli Amici delle Scienze.
È sepolto nel Cimitero Powązki a Varsavia.